# Загородний, Николай Васильевич
Николай Васильевич Загородний (род. 18 декабря 1951 года, Пиковец Уманский район, Черкасская область, УССР, СССР) — советский и российский травматолог-ортопед, академик РАН (2025).

## Биография
Родился 18 декабря 1951 года в селе Пиковец Уманского района Черкасской области УССР.
В 1970 году — с отличием окончил Уманское медицинское училище.
С 1971 по 1973 годы — служил в вооружённых силах СССР в Чехословакии.
1974-1980 годы— учёба на  медицинском факультете Университета дружбы народов имени П. Лумумбы, который закончил с отличием
В 1982 году — окончил клиническую ординатуру, а в 1984 году — заочную аспирантуру в НИИ Ревматологии.
В 1987 году — защитил кандидатскую диссертацию, тема: «Комплексное восстановительное лечение поражений локтевого сустава у больных ревматоидным артритом».
С 1984 по 1990 годы  ординатор, затем заведующий отделением ортопедии ГКБ № 13 Москвы.
С 1990 по 1992 год доцент, а с 1992 года по настоящее время  заведующий кафедрой травматологии и ортопедии Российского университета дружбы народов (РУДН).
В 1998 году — защитил докторскую диссертацию, тема: «Эндопротезирование при повреждениях и заболеваниях тазобедренного сустава».
С 2008 года — руководитель клиники эндопротезирования суставов ЦИТО имени Н. Н. Приорова, в 2019—2020 — исполняющий обязанности директора.
В 2016 году  избран членом-корреспондентом РАН.
В 2025 году избран академиком РАН

## Научная деятельность
Специалист в области травматологии и ортопедии.
Результаты научных исследований:
- разработаны и внедрены в клиническую практику эндопротезы тазобедренного и коленного суставов цементной и бесцементной фиксации для первичного и ревизионного эндопротезирования;
- созданы системы эндопротезов тазобедренного и коленного суставов для первичного и ревизионного эндопротезирования и наборы инструментов для их установки;
- начато индивидуальное эндопротезирование тазобедренного и коленного суставов с применением 3D технологий;
- созданы отечественные эндокорректоры для лечения сколиозов у детей и взрослых;
- разработана технология миниинвазивного переднего внебрюшинного доступа к поясничному отделу позвоночник при лечении больных спондилолистезом;
- создана классификация плосковальгусной деформации стопы и разработан алгоритм её лечения;
- разработана методика криоанальгезии при артрозе крупных суставов, методики криосиновиортеза, криоартропластики и созданы криоприборы для их выполнения;
- создан первый отечественный эндопротез синовиальной жидкости для лечения дегенеративных поражений суставов;
- внедрение клеточных технологий для лечения остеоартрозов;
- внедрение миниинвазивных технологий современного остеосинтеза.

Автор более 800 научных и печатных работ, 16 монографий, 34 учебно-методических пособий.
Под его руководством защищено 19 докторских и 54 кандидатские диссертации.

## Награды
- Премия Правительства Российской Федерации в области науки и техники (в составе группы, за 2005 год) — за создание и широкое внедрение в медицинскую практику высокоэффективных имплантируемых конструкций из титана[3]
- Заслуженный деятель науки Российской Федерации (2006)[4]
- Золотая медаль «За изобретательство» Всемирной организации интеллектуальной собственности (2017)